# Hornavan
Der Hornavan ist ein See in Lappland in Nordschweden, der vom Fluss Skellefte älv durchflossen wird. Er liegt in einer Höhe von 425 m ö.h. und ist mit 221 Metern Wassertiefe der tiefste See Schwedens. 
Im See liegen ungefähr 400 Inseln mit zum Teil einzigartiger Tier- und Pflanzenwelt. Im Süden grenzt der Hornavan an den See Uddjaure, zwischen diesen beiden Seen liegt die Stadt Arjeplog.
Der Wasserstand des Hornavan wird heute zur Stromerzeugung reguliert. Seine Größe variiert zwischen 220 und 283 Quadratkilometern, er ist der achtgrößte See Schwedens.